# 아일린 데이비드슨
아일린 데이비드슨(Eileen Davidson, 1959년 6월 15일 ~ )은 미국의 배우, 작가, 전 모델이다. 《우리 생애 나날들》과 《더 영 앤 더 레스트리스》를 통해 데이타임 에미상 여우주연상을 두 차례 수상하였다.

## 출연 작품

### 영화
- 여대생 기숙사 (1982)
- 불멸의 열정 (1990, Eternity)
- 워크 투 베가스 (2017, 7 Days to Vegas)

### 텔레비전
- 더 영 앤 더 레스트리스 (1982-88, 1999-현재)
- 라스트 캅 (1990-91, Broken Badges)
- 우리 생애 나날들 (1993-98, 2012-15, 2017, 2021, 2023)
- 더 볼드 앤 더 뷰티풀 (2007-08)